# Отем Різер
О́тем Алі́сія Рі́зер (англ. Autumn Alicia Reeser; нар. 21 вересня 1980, Ла-Хойя, Каліфорнія, США) — американська акторка та блогерка. Відома роллю Тейлор Таунсенд у серіалі «Чужа сім'я».

## Біографія
Різер народилась у Ла-Хойя, Каліфорнія, в родині Кім і Тома Різерів. Відвідувала музичний театр у рідному місті з 6 років. Покинула в 17 років. Після закінчення Carlsbad High School переїхала в Лос-Анджелес для навчання в Університеті Каліфорнії.
Живе в Голлівуді.
З 9 травня 2009 року одружена з режисером і сценаристом Джессі Ворреном (нар.1978), з яким зустрічалася 6 років. 10 травня 2011 року народила сина — Фіннеса Джеймса Штрацела. 29 травня 2013 року стало відомо про другу вагітність Різер..

## Фільмографія
| Рік  | Назва                   | Оригінальна назва               | Роль                   | Примітки               |
| ---- | ----------------------- | ------------------------------- | ---------------------- | ---------------------- |
| 2003 |                         | The Plagiarist                  | Айрін                  | Короткометражний фільм |
| 2004 | Сусідка                 | The Girl Next Door              | Джейн                  |                        |
| 2004 |                         | Art Thief Musical!              | Клеріті                | Короткометражний фільм |
| 2005 |                         | Our Very Own                    | Melora Kendall         |                        |
| 2006 |                         | Americanese                     | Сильвія                |                        |
| 2007 |                         | Palo Alto                       | Джемі                  |                        |
| 2008 |                         | Lost Boys: The Tribe            | Ніколь                 | Відео                  |
| 2010 |                         | Smokin' Aces 2: Assassins' Ball | Кейтлін 'AK-47' Тремор | Відео                  |
| 2010 | Великий вибух           | The Big Bang                    | Fay Neman              |                        |
| 2012 |                         | Possessions                     | Джесіка                |                        |
| 2012 |                         | Let the Trumpet Talk            | Lead                   | Короткометражний фільм |
| 2012 | Агент під прикриттям    | So Undercover                   | Bizzy                  | Completed              |
| 2015 | Так! Так! І ще раз так! | I do. I do. I do...             | Жаклін                 |                        |
| 2017 | Осічка (фільм)          | Dead Trigger                    | Тара                   |                        |
| 2023 | Моє прекрасне нещастя   | Beautiful Disaster              | професор Фелдер        |                        |

| Рік       | Назва                        | Оригінальна назва                   | Роль                  | Примітки                                                               |
| --------- | ---------------------------- | ----------------------------------- | --------------------- | ---------------------------------------------------------------------- |
| 2001      | Зоряний шлях: Вояджер        | Star Trek: Voyager                  | Ventu Girl            | Епізод: «Natural Law»                                                  |
| 2001      |                              | Thrills                             | Allison               | Епізод: «A Most Dangerous Desire»                                      |
| 2001      |                              | Undressed                           | Erica                 | Телесеріал                                                             |
| 2001-2004 |                              | Grounded for Life                   | Alison                | 6 епізодів                                                             |
| 2002      |                              | Maybe It's Me                       | Becky                 | Епізод: «The Prom Episode: Part 1» Episode: «The Prom Episode: Part 2» |
| 2002      |                              | Birds of Prey                       | Sherry the Girlfriend | Епізод: «Prey for the Hunter»                                          |
| 2002      |                              | The Brady Bunch in the White House  | Marcia Brady          | Телефільм                                                              |
| 2002-2003 |                              | George Lopez                        | Piper Morey           | Епізод: «Token of Unappreciation» «Girl Fight»                         |
| 2003      | CSI: Місце злочину           | CSI: Crime Scene Investigation      | Rachel Lyford         | Епізод: «Invisible Evidence»                                           |
| 2004      | Мертва справа                | Cold Case                           | Sister Grace Ashley   | Епізод: «The Boy in the Box»                                           |
| 2004-2005 |                              | Complete Savages                    | Angela                | 12 епізодів                                                            |
| 2005      | У Філадельфії завжди сонячно | It's Always Sunny in Philadelphia   | Megan                 | Епізод: «Charlie Wants an Abortion»                                    |
| 2005-2007 | Чужа сім'я                   | The O.C.                            | Тейлор Таунсенд       | 31 епізодів                                                            |
| 2006      |                              | Independent Lens                    | Лорен                 | Епізод: «My Life… Disoriented»                                         |
| 2007      |                              | The World According to Barnes       | Sheri                 | Телефільм                                                              |
| 2007      | Та, що говорить з привидами  | Ghost Whisperer                     | Sloane Alexander      | Епізод: «Don't Try This at Home»                                       |
| 2007      |                              | Nature of the Beast                 | Julia                 | Телефільм                                                              |
| 2008      |                              | The American Mall                   | Madison Huxley        | Телефільм                                                              |
| 2008      | Живий за викликом            | Pushing Daisies                     | Kentucky Fitz         | Епізод: «Bzzzzzzzzz!»                                                  |
| 2008-2009 |                              | Valentine                           | Phoebe Valentine      | 8 епізодів                                                             |
| 2009      |                              | Raising the Bar                     | Ashley Hastings       | 3 епізоди                                                              |
| 2009-2010 | Антураж                      | Entourage                           | Ліззі Ґрант           | 10 епізодів                                                            |
| 2010      |                              | Human Target                        | Лейла                 | Епізод: «Lockdown» «Baptiste»                                          |
| 2010      | Шлях Баннена                 | The Bannen Way                      | Джейлбет              | Вебсеріал                                                              |
| 2010-2011 |                              | No Ordinary Family                  | Кейті Ендрюс          | 20 епізодів                                                            |
| 2011      | Дорогий доктор               | Royal Pains                         | Джейн Кемерон         | Епізод: «Run, Hank, Run»                                               |
| 2011-2013 |                              | Hawaii Five-0                       | Dr. Gabrielle Asano   | Епізод: «Mea Makamae» «Ka Iwi Kapu» «Kupale» «Aloha, Malama Pono»      |
| 2012      |                              | Jane by Design                      | Шарлотта              | Епізод: «The Wedding Gown»                                             |
| 2012      |                              | Last Resort                         | Kylie Sinclair        | Телесеріал, Сезон 1                                                    |
| 2012      |                              | Love at the Thanksgiving Day Parade | Емілі Джонс           | Телефільм                                                              |
| 2013      |                              | Necessary Roughness                 | Ебігейл Брюс          |                                                                        |

### Комп'ютерні ігри
- Command & Conquer: Red Alert 3 — лейтенант Лізетт Хенлі

## Виноски
1. ↑  Autumn Reeser Expecting Second Son. Архів оригіналу за 3 серпня 2013. Процитовано 29 вересня 2013.